# 八坂恭介
八坂 恭介（やさか きょうすけ、1945年（昭和20年）5月20日 - ）は、日本の政治家。前大分県杵築市長（新制）（2期）。元杵築市長（旧制）（1期）。元杵築市議会議員（5期）。旭日小綬章受章。

## 来歴
1964年（昭和39年）3月、大分県立杵築高等学校卒業。1968年（昭和43年）3月、日本大学法学部卒業。同年4月、美容師専門学校に就職し、事務局長に就任。1974年（昭和49年）、同校を退職。同年、株式会社協栄シスコムに入社。
1983年（昭和58年）、杵築市議会議員選挙に出馬し、初当選。以後5期連続当選。
2002年（平成14年）、杵築市長選挙に出馬し、初当選。
2005年（平成17年）10月1日、杵築市が隣接する速見郡山香町・西国東郡大田村と合併し、新制の杵築市が誕生した。それに伴って実施された杵築市長選挙（同年10月16日公示、10月23日投開票）に無所属で出馬し、無投票で当選。
2009年（平成21年）9月27日公示、10月4日投開票の市長選挙に出馬し、再び無投票で2期目の当選を果たす。
2013年（平成25年）6月11日、任期満了に伴う市長選に立候補しない意向を表明した。 

## 栄典
- 2015年11月 秋の叙勲で地方自治功労により旭日小綬章を受章した[4]。